# 선군정치

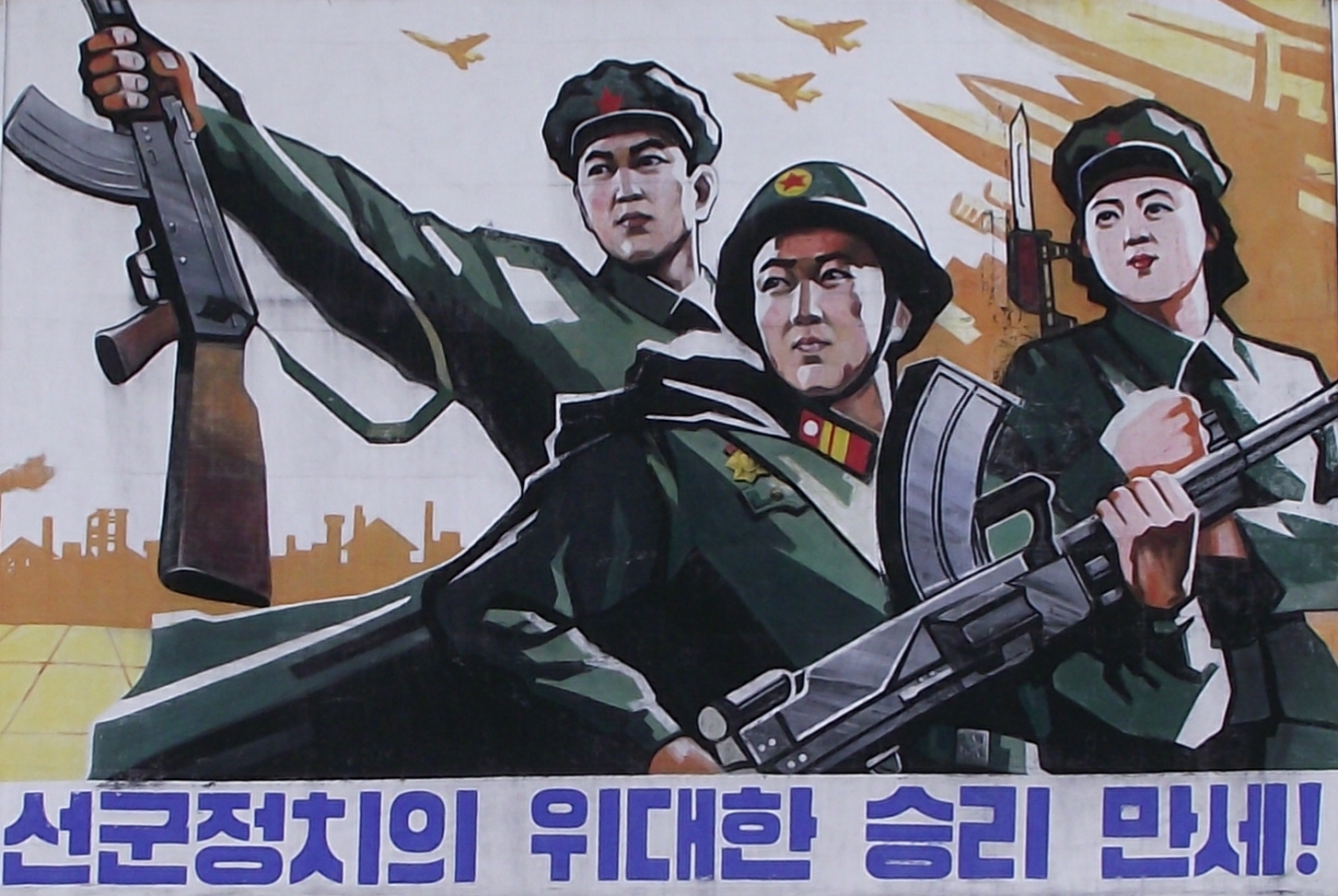

선군정치(先軍政治, 영어: songun, military first) 또는 선군사상(先軍思想)은 조선민주주의인민공화국의 김정일 국방위원장이 1995년 이후부터 내건 정치 사상으로, 군대가 정치·경제 체제를 통솔하여야 한다는 것을 핵심으로 한다.

## 배경
1972년(주체61년) 《조선민주주의인민공화국 사회주의헌법》에서 주체사상을 공식 이념으로 선포하였다. 주체사상은 마르크스-레닌주의를 당대 조선민주주의인민공화국의 현실에 맞게 재구성한 이념으로, 이 이념이 채택된 배경에는 중소분쟁도 있다. 1991년 소련이 해체되자 조선민주주의인민공화국을 포함한 여러 사회주의국가는 붕괴 위험에 직면하게 된다. 김일성 사후 최고령도자에 오른 김정일은 사회주의 혁명의 세계사적 퇴행이 극심하다는 것을 인정했으며, 이 배경 속에서 탄생한 것이 선군정치이다. 선군정치는 군대를 주체사회주의 혁명의 원동력으로 규정하고, 군대를 통해 사회주의 사회에 닥친 문제를 해결하겠다는 의지가 반영된 것이다. 여기서 〈군민일치, 관병일치, 군정배합을 체현하는 당, 군대와 인민〉 새로운 형태의 개념이 등장하였다.

## 개요
김정일이 국방위원장이 되고 난 이후의 1997년(주체86년)에 처음 등장한 것으로 알려져 있으나, 조선민주주의인민공화국에서는 1960년(주체49년) 8월 25일 당시, 김정일이 ‘조선인민군 근위 서울류경수105땅크사단’을 방문하였을 당시에 시작되었다고 한다.
… 인민군대 강화에 최대의 힘을 넣고 인민군대의 위력에 의거하여 혁명과 건설의 전반사업을 힘있게 밀고 나가는 특유의 정치 … — 《로동신문》, 주체87(1998)년 10월 19일

위의 인용문과 같이, 선군정치는 군사 중심의 정치를 의미하는 것으로, 김정일은 “독창적인 위대한 선군정치로 인민군대를 주체혁명의 기둥으로 부강조국 건설의 주력군”을 내세움과 동시에, “경제건설보다 중요한 것은 군대를 강하게 만드는 것이며 총대가 강하면 강대한 나라가 될 수 있다”며, 선군정치의 정당성을 주장하며, 군 우선 정치를 강조하였다.
… 주체사상은 선군사상의 뿌리이고 세계관적 기초이며 선군사상과 선군정치가 새 세기의 요구에 맞게 전면적으로 정립될 수 있게 한 방법론적 지침이다 … — 《로동신문》 논설, 주체92(2003)년 3월 21일

또한, 선군정치가 주체사상에서 비롯된 것으로, 주체사상이 선군정치 및 선군사상을 구현하기 위한 토대라고 주장하였다. 이에 따라, 군부의 기능이 확대되어, 주도적인 역할이란 이름 아래에 군 인력을 건설 현장에 동원하게 하였으며, 이후 군민일치, 관병일치, 군정배합의 실현 등을 강조하고 나서게 되었다.

## 같이 보기
- 군국주의
- 군사독재
- 군산 복합체
- 박정희
- 무단정치
- 전시 경제